# Napaeopsis cefalonicus
Napaeopsis cefalonicus is een slakkensoort uit de familie van de Enidae. De wetenschappelijke naam van de soort is voor het eerst geldig gepubliceerd in 1859 door Mousson.